# Niedermurach
Niedermurach là một đô thị tại huyện Schwandorf bang Bayern, Đức.